# Rovanoja
De Rovanoja is een beek, die stroomt in de Zweedse  gemeente Övertorneå. De beek ontstaat als afwateringsrivier van een moeras ten noorden van het gehucht Rova. De rivier stroomt als een van de weinigen in dit gebied westwaarts, dan ineens zuidwaarts. Zij stroomt door het Olkamanginjärvi en mondt na 7 kilometer uit in de Pentäsrivier.